# 察東特別自治区

察東特別自治区

察東特別自治区（ちゃとうとくべつじちく）は、1933年から1936年まで中華民国の察哈爾省に存在した大日本帝国の傀儡政府。

## 歴史
1933年（昭和8年）3月、日本軍は熱河省全域を占領。同省を満州国に統合し、関東軍による内蒙工作を開始。関東軍は間もなく察哈爾省を攻撃。東北辺防軍崔興武旅団の李守信は降伏し、関東軍は李を「関東軍の戦略部隊」である熱河遊撃軍師司令に任命した。
同年4月28日、李守信は熱河省に隣接する察哈爾省に攻め入り、4月29日に多倫を占領した。7月12日、察哈爾民衆抗日同盟軍の吉鴻昌らは多倫を攻略した。
8月には李守信は多倫を再び占領した。9月22日、察東特別自治区を樹立し、李守信は行政長官に任命され、同日着任した。
1936年（昭和11年）5月12日、徳王は徳化市（現内モンゴル自治区ウランチャブ市化徳県）に蒙古軍政府を新たに樹立。察東特別自治区は消滅した。

## 政治

### 行政
1933年（昭和8年）6月11日、多倫特務機関が開設され、自治区成立後は多倫県公署となった。自治区は満州国の影響下にあり、満州国に準じた県政を敷いて、参事官の安斎金治が県政を指導し、満州国熱河省の県長会議や参事官会議に客員として代表を派遣した。多倫県公署の行政機構は、総務科・内務科・財務科・警務科の四科および承審処・監獄処の二処からなり、行政区画は四区に分かれ、このほか大六号弁事処を置いた。毎週水曜日に特務機関・自治区長官公署の要員が列席して県政会議が開かれ、各科長は事前に議案の菓議書を提出し、県長・参事官が検閲や後に会議で討議し、会議録は各科・処に送られた。また、特務機関および長官公署は特別事項について臨時会議を聞くことができた。
満州国の諸機関が進出し、赤峰塩務局・承徳税関・満州郵政局・満洲電信電話・満鉄・国際運輸会社・満州中央銀行が出張所・支社などの現地出先機関を置いた。

### 軍事
自治区成立後、興安遊撃師は察東警備軍に改編され、漢族部隊二個師を基幹兵力とし、砲兵隊・通信隊・憲兵隊を置いた。主要幹部は、司令が李守信、参謀長が陳宝泉、作戦主任参謀が劉星寒、第一師長が劉継広、第二師長が芦宝山、砲兵隊長が丁其昌。李守信司令のみが蒙古人で他の将兵は漢族で構成された。
1933年（昭和8年）8月13日に多倫を奪還した際には、李守信軍約4,600人が入城したが、財源の貧しさから翌年5月に部隊を改編し、3,500人まで削減した。内蒙工作が本格化すると、1935年（昭和10年）7月以降は満州国軍政部が軍費を負担した。

## 国民
人口動態統計は、1922年（7万2200人）、1928年（4万9044人）、1931年（2万944人）、1933年（1万460人）、1935年は戸数7,600戸、総人口3万1600人（男：2万500人、女：1万1100人）。多倫に住む日本人は、1935年4月以前は30人足らずであったが、4月に特設隊が到着して100名あまりに増え、5月12日に日本人居留民会が結成された。会長は善隣協会内蒙支部長の藤中弁輔、副会長は参事官の安斎金治、顧問は下永憲次中佐および浅海喜久雄機関長が務めた。後に役人・会社駐在員・芸妓が流入し、同年末には150数人まで増加した。